# Berglen
Berglen è un comune tedesco di 6.130 abitanti, situato nel land del Baden-Württemberg.